# 深夜Punch
《深夜Punch》是由P.A. Works製作的日本原創電視動畫系列。於2024年7月至9月在TOKYO MX、AT-X等電視台播放。
2024年6月23日，本作與《亦葉亦花》的聯合先行上映會在東京都六本木的DMM.com總部活動場地舉行。

## 製作
2024年1月26日，宣布了本作製作決定，同年3月24日在「AnimeJapan 2024」的「《深夜Punch》特別舞台」公開了第1部PV。
本作的製作由P.A.Works負責，此公司曾參與《派對咖孔明》等作品的製作，導演是曾執導《派對咖孔明》本間修。

## 登場人物
真咲（聲：長谷川育美）
姓名為園上真咲
「深夜Punch」的製作人和影片投稿者。為製作影片奉獻生命，一手承擔著企劃、攝影、編輯。美中不足之處是過於強大。作為「幹勁十足姐妹」的活動著。
莉布（聲：菲魯茲·藍）
「深夜Punch」的隊長。時隔20年醒來的吸血鬼。讓真咲感到命運的眷顧。為了吸她的血而協助她拍攝影片。性格積極樂觀。
苺子（聲：伊藤ゆいな）
影片帳號「深夜Punch」的成員，管理莉布他們生活的晚杯莊的吸血鬼。有很多孩子氣的發言和行動。認為自己是一個可靠的姐姐。非常喜歡可愛的東西和「莉布大人」。在晚杯莊中有著比誰都強烈的想法。
譜風（聲：羊宮妃那）
「深夜Punch」的成員。是保守害羞的吸血鬼，但在成員中是最有常識的人。平時在澡堂打工。
十景（聲：上田瞳）
「深夜Punch」的成員。酷愛賭博和金錢的貪婪吸血鬼。最討厭麻煩的事。
雪（聲：茅野愛衣）
本名重雪；莉布的老相識。吸血鬼們的監視角色。忠實於「母親」命令的冷酷美女。對違法亂紀的人毫不留情。
其他吸血鬼只能稱她「雪」。
橘花（聲：安濟知佳）
「幹勁十足姐妹」的成員，通稱。散發著成熟氣氛的姐姐。
乙美（聲：近藤玲奈）
「幹勁十足姐妹」的成員，通稱。雖然是很認真的角色，但意外地很爽快。
櫻（聲：石見舞菜香）
第9集登場。姓名園上櫻；真咲的妹妹。與母親憶起待在園上老家。
時不時會埋怨姊姊真咲，以前在家對自己做的壞事。
第9集最後揭露，其實一直是姊姊真咲頻道的鐵粉。

## 製作人員
- 原作：影片投稿少女
- 導演：本間修
- 劇本統籌：白坂英晃
- 人物原案：壽司（日语：ことぶきつかさ）
- 人物設定：有間涼太
- 總作畫監督：有間涼太、佐藤沙名榮、合田真さ美
- 主動畫師：鍋田香代子
- 美術設定：藤井祐太
- 美術監督：前田有紀
- 色彩設計：江口亞紗美
- 攝影監督：兒玉純也
- 2D設定工作：吉垣誠
- 3DCG監督：小川耕平
- 剪輯：高橋步
- 音樂：tape、樂
- 音樂制作：Heart Company
- 音響監督：飯田里樹
- 音響効果：小山恭正
- 録音調整：安齋步
- 音響制作：dugout
- 動畫製作：P.A. Works[5]
- 製作：「深夜Punch」製作委員會

## 主題曲
片頭曲Gimme Gimme
演唱：莉布（菲魯茲·藍）、苺子（伊藤ゆいな）、譜風（羊宮妃那）、十景（上田瞳）、雪（茅野愛衣），作詞：松井洋平，作曲、編曲：，鋼琴演奏：ハラミちゃん
片尾曲
剪輯點（第1—3、5—7話）
演唱：真咲（長谷川育美），作詞：松井洋平，作曲、編曲：、樂，鋼琴演奏：
（第4話）
演唱：譜風（羊宮妃那），作詞、作曲：宮本由來，編曲：東山瞭汰
（第8話）
演唱：莉布（菲魯茲·藍）、苺子、譜風（羊宮妃那）、十景（上田瞳），作詞、作曲、編曲：樂
插入曲Don't Think（第8話）
演唱：屍由良（山村響），作詞、作曲、編曲：XELIK

## 各話列表
| 話數   | 標題                                | 劇本       | 分鏡       | 演出       | 作畫監督 | 總作畫監督            | 首播日期      |
| ------ | ----------------------------------- | ---------- | ---------- | ---------- | --- | --------------------- | ------------- |
| 第1話  | 炎上女孩與睡過頭的吸血鬼            | 白坂英晃   | 本間修     | 本間修     | 佐藤沙名榮 | 有間涼太              | 2024年 7月8日 |
| 第2話  | 頻道開設 深夜卻要道早安             | 白坂英晃   | 本間修     | 佐佐木達也 | 井上裕亮、Mahmoud Moftah、中島大智 | 有間涼太              | 7月15日       |
| 第3話  | 新成員加入 死或生                   | 望月清一郎 | 本間修     | 太田知章   | 井上裕亮、柳瀨讓二、藤谷奈美、 檜垣彰子 | 有間涼太              | 7月22日       |
| 第4話  | 下一個企劃的主角是Who？             | 鈴森由美   | 出合小都美 | 小林彩     | 藤谷奈美、下出麻以、齊藤佳子、 宮崎亮、中島大智、Mahmoud Moftah、 若山政志                                                                               | 佐藤沙名榮            | 7月29日       |
| 第5話  | 血死！無人島求生存                  | 望月清一郎 | 坂田純一   | 萩原悠理   | 田中未來、佐藤沙名榮、成瀨藍、 柏木彩花、Mahmoud Moftah、 中島大智、福永渚、岩永遼太、 松本、島田英明、、 日下岳史、宮本武史                             | 合田真美              | 8月5日        |
| 第6話  | 莓子的願望                          | 鈴森由美   | 寺東克己   | 小林彩     | 井上裕亮、柳瀨讓二、藤谷奈美、 若山政志、有間涼太、Lee Jae-han、 Seo Sun-yeong、Hong Da-yeong、 Kim Yu-seon                                              | 佐藤沙名榮            | 8月12日       |
| 第7話  | 推太神了 按下訂閱吧                 | 白坂英晃   | 古田丈司   | 佐土原武之 | 五十嵐俊介、兼子秀敬、藤谷奈美、 若山政志、中島大智、佐藤沙名榮、 FORCUS、K PRODUCTION                                                                   | 佐藤沙名榮            | 8月19日       |
| 第8話  | 參戰！TSUMA氏FES·極                 | 望月清一郎 | 津田尚克   | 太田知章   | 井上裕亮、小島明日香、若山政志、 Mahmoud Moftah、野村美紀、 中島大智、Lee Jae-han、 Seo Sun-yeong、Yoon Jeong-hye、 Koh Ye-ja、Hong Da-yeong、Park Ae-ri | 合田真美              | 8月26日       |
| 第9話  | 歡迎回來。 現在開始這裡就是你的老家 | 鈴森由美   | 淺井義之   | 宮田政典   | 田中未來、有間涼太、藤谷奈美、 紅谷希、大津梨香、柏木彩花、 Lee Jae-han、Seo Sun-yeong、 Hong Da-yeong、Kim Yu-seon                                      | 佐藤沙名榮            | 9月2日        |
| 第10話 | 失控×恩怨對決！                     | 鈴森由美   | 岩畑剛一   | 土田駿     | 清澤唯人、大浦梓、降籏秀吉、 黑繪玲、Yue、Madline、Amphibi、 shinamon、FacuEscobedo、Lostudio、 Green                                                    | 合田真美、 佐藤沙名榮 | 9月9日        |
| 第11話 | “宣布”失蹤了                        | 白坂英晃   | 寺東克己   | 曾我惠     | 田中未来、井上裕亮、藤谷奈美、 紅谷希、若山政志、稻熊一晃、 有間涼太、Lee Jae-han、Yue、Madline                                                          | 佐藤沙名榮            | 9月16日       |
| 第12話 | 最後的直播                          | 白坂英晃   | 本間修     | 本間修     | 井上裕亮 | 佐藤沙名榮            | 9月23日       |

## BD
| 卷數 | 發售日期       | 收錄話數     | 規格編號  |
| ---- | -------------- | ------------ | --------- |
| BOX  | 2024年11月27日 | 第1話—第12話 | KAXA-8901 |

## 相關作品

### 漫畫
改編漫畫由作畫，在《Young Ace》於2024年4月號至2025年3月號連載。
1. 2024年7月4日發售[10][11]，ISBN 978-4-04-115055-9
2. 2025年3月4日發售[12]，ISBN 978-4-04-115567-7

### 小說
改編小說《深夜Punch 影片投稿者是吸血鬼!?》由日日綴郎撰寫，人物設定原案壽司擔任插圖，由《富士見Fantasia文庫》（KADOKAWA）出版。
1. 2024年7月20日發售[13]、ISBN 978-4-04-075452-9

## 來源
1. ↑  . Comic Natalie. Natalie. 2024-03-04  [2024-06-15]. （原始内容存档于2024-06-04） （日语）.
2. 1 2  . Comic Natalie. Natalie. 2024-03-04  [2024-06-15]. （原始内容存档于2024-03-05） （日语）.
3. 1 2 3 4 5 6 7 8 9  . animate times. アニメイト. 2024-06-04  [2024-06-15]. （原始内容存档于2024-08-23） （日语）.
4. ↑  . Comic Natalie. Natalie. 2024-06-04  [2024-06-15]. （原始内容存档于2024-08-24） （日语）.
5. 1 2 3 4  . Comic Natalie. Natalie. 2024-01-26  [2024-06-15]. （原始内容存档于2024-03-18） （日语）.
6. ↑  . Comic Natalie. Natalie. 2024-03-24  [2024-06-15]. （原始内容存档于2024-06-04） （日语）.
7. 1 2 3  . Comic Natalie. Natalie. 2024-06-02  [2024-06-15]. （原始内容存档于2024-06-03） （日语）.
8. ↑  . 電視動畫《深夜Punch》官方網站.   [2024-07-08]. （原始内容存档于2024-08-27） （日语）.
9. ↑  . 電視動畫《深夜Punch》官方網站.   [2024-07-08]. （原始内容存档于2024-08-27） （日语）.
10. ↑  . Comic Natalie. Natalie. 2024-07-04  [2024-08-17]. （原始内容存档于2024-08-17） （日语）.
11. ↑  . KADOKAWA.   [2025-03-08]. （原始内容存档于2024-06-02）.
12. ↑  . KADOKAWA.   [2025-03-08]. （原始内容存档于2025-03-21）.
13. ↑  . KADOKAWA.   [2024-08-17]. （原始内容存档于2024-08-17） （日语）.

## 外部連結
- 深夜Punch【官方】（日語）
- 深夜Punch【官方】的X（前Twitter）